# 3614 Tumilty
3614 Tumilty eller 1983 AE1 är en asteroid i huvudbältet som upptäcktes den 12 januari 1983 av den amerikanske astronomen Norman G. Thomas vid Anderson Mesa Station. Den har fått sitt namn efter upptäckarens svärdotter, Jodi Anne Tumilty Thomas.
Asteroiden har en diameter på ungefär 47 kilometer.